# Longiantrum legraini
Longiantrum legraini là một loài bướm đêm thuộc họ Erebidae. Nó được tìm thấy ở Thái Lan.
Sải cánh dài khoảng 10 mm. 